# Хилецький Дмитро Дмитрович
Дмитро Дмитрович Хилецький (19 вересня 1870 - †?) - підполковник Армії УНР.

## Біографія
Народився в Полтавській губернії. Закінчив Полтавську духовну семінарію, Київське військове училище, увійшов до 34-го піхотного Севського полку, у складі якого брав участь у Російсько-японській війні, був поранений. 
Станом на 1 січня 1910 року — штабс-капітан 34-го піхотного Севського полку (Полтава). Останнє звання у російській армії — підполковник.
У 1919 році — начальник тилових комендатур Дієвої армії УНР. 
З 4 серпня 1919 року — у резерві старшин Головного управління Генерального штабу Дієвої армії УНР. 
У 1920 році викладав у Кам'янецькій спільній юнацькій школі. 
З листопада 1920 року — помічник командира 1-ї Запасної бригади Армії УНР.
У 1920-х роках перебував на еміграції у Польщі. 
У 1923 році повернувся на батьківщину. 
Станом на 1926 рік мешкав у Харкові. 
Подальша доля невідома.